# Hase-Igel-Algorithmus
Der Hase-Igel-Algorithmus ist ein Verfahren, mit dem in einer einfach verketteten Liste Schleifen mit der Zeitkomplexität {\displaystyle O(n)} und einer Platzkomplexität von {\displaystyle O(1)} gefunden werden können. Mathematisch betrachtet dient der Algorithmus zum Auffinden von Zyklen in Folgen. Er ist auch unter dem Namen Floyds Algorithmus zum Auffinden von Schleifen (englisch Floyd’s cycle-finding algorithm) bekannt und darf nicht mit Floyds Algorithmus aus der Graphentheorie verwechselt werden.

## Bedeutung in der Mathematik
Neben der trivial ersichtlichen Verwendung zum Auffinden von Schleifen in zur Ablage von Daten genutzten Listen ist der Hase-Igel-Algorithmus die Grundlage der Pollard-Rho-Methode zur Bestimmung der Periodenlänge einer Zahlenfolge einschließlich der darauf zurückführbaren Primfaktorzerlegung.
Der Algorithmus wird auch im Themenfeld der pseudozufälligen Folgen eingesetzt.

## Prinzip
Der Algorithmus besteht aus dem gleichzeitigen Durchlauf der Liste mit unterschiedlichen Schrittweiten. Dabei werden zwei Zeiger auf Listenelemente benutzt, von denen der eine (Igel) bei jeder Iteration auf das nächste Element verschoben wird, während der andere (Hase) bei derselben Iteration auf das übernächste Element verschoben wird. Wenn die beiden Zeiger sich begegnen, also dasselbe Element referenzieren, hat die Liste eine Schleife. Wenn einer der beiden Zeiger das Ende der Liste erreicht, hat sie keine Schleife.

## Begründung

Hase-Igel-Algorithmus

Am besten kann die Vorgehensweise visualisiert werden, indem in einem gezeichneten Diagramm der Weg der beiden Zeiger verfolgt wird. Es ist leicht ersichtlich, dass sowohl bei einer Schleife mit ungerader Anzahl von Elementen als auch bei einer Schleife mit gerader Anzahl der Hase in höchstens einem Durchlauf des Igels auf diesen trifft.
Weil mit jedem Schritt des Igels der Hase einen Schritt näher an den Igel herankommt, terminiert der Algorithmus in endlicher Zeit.

## Performance-Betrachtung
Im besten Fall (best case performance) sind bei einer zyklischen Liste mit {\displaystyle m+n} Elementen mit {\displaystyle n} als Länge des Zyklus und {\displaystyle m} als Anzahl der Elemente vor dem Beginn des Zyklus {\displaystyle m} Schritte notwendig, da der Igel mindestens den Anfang des Zyklus erreichen muss, bevor der Hase ihn auf einer zweiten Runde einholen kann.
Im schlechtesten Fall (worst case performance) sind {\displaystyle m+n} Schritte notwendig, das heißt, der Hase erreicht den Igel erst auf dem letzten Element der Liste. Zu diesem Zeitpunkt hat der Igel die Schleife genau einmal durchlaufen, der Hase jedoch zweimal.

## Implementierungen in Programmiersprachen
C
```
#
 
include
 
<stdio.h>

#
 
include
 
<stdlib.h>

int
 
main
()
 
{

        
struct
 
liste
 
{
 
struct
 
liste
 
*
next
;
 
}
 
*
root
,
 
*
el
,
 
*
hase
,
 
*
igel
;

        
int
 
i
;

        
/* Liste erzeugen. */

        
root
 
=
 
el
 
=
 
malloc
(
sizeof
(
struct
 
liste
));

        
for
(
i
=
0
;
 
i
<
5
;
 
++
i
)
 
{

                
struct
 
liste
 
*
eneu
 
=
 
malloc
(
sizeof
(
struct
 
liste
));

                
el
->
next
 
=
 
eneu
;

                
el
 
=
 
eneu
;

        
}

        
/* Zyklischen Verweis vom letzten auf das zweite Element anlegen. */

        
el
->
next
 
=
 
root
->
next
;

        
/* Hase-Igel-Algorithmus. */

        
igel
 
=
 
root
;

        
hase
 
=
 
root
->
next
;

        
while
(
hase
 
&&
 
hase
 
!=
 
igel
)
 
{

                
printf
(
"%p %p
\n
"
,
 
hase
,
 
igel
);

                
igel
 
=
 
igel
->
next
;

                
hase
 
=
 
hase
->
next
;

                
if
(
hase
)
 
hase
 
=
 
hase
->
next
;

        
}

        
if
(
hase
)
 
puts
(
"Zyklus gefunden!"
);

        
else
 
puts
(
"Liste ist nicht zyklisch!"
);

        
return
 
0
;

}

```

Ada
```
with
 
Ada.Text_IO
;
 
use
 
Ada.Text_IO
;

procedure
 
Hase_Igel
 
is

   
package
 
Int_IO
 
is new
 
Integer_IO
(
Integer
);
 
use
 
Int_IO
;

   
type
 
Liste
;

   
type
 
Liste_P
 
is
 
access
 
Liste
;

   
type
 
Liste
 
is
 
record

      
Name
 
:
 
Integer
;

      
Next
 
:
 
Liste_P
;

   
end record
;

   
Root
,
 
Last
,
 
Hase
,
 
Igel
 
:
 
Liste_P
;

begin

   
-- Liste erzeugen

   
Root
 
:=
 
new
 
Liste
'(
Name
 
=>
 
0
,
 
Next
 
=>
 
null
);

   
Last
 
:=
 
Root
;

   
for
 
I
 
in
 
1.
.
12
 
loop

      
Last
.
Next
 
:=
 
new
 
Liste
'(
Name
 
=>
 
I
,
 
Next
 
=>
 
null
);

      
Last
 
:=
 
Last
.
Next
;

   
end
 
loop
;

   
-- zyklischen Verweis erzeugen

   
Last
.
Next
 
:=
 
Root
.
Next
.
Next
;

   
-- Hase-Igel-Algorithmus

   
Igel
 
:=
 
Root
;

   
Hase
 
:=
 
Igel
.
Next
;

   
while
 
Hase
 
/=
 
null
 
and
 
Hase
 
/=
 
Igel
 
loop

      
Put
(
Hase
.
Name
,
 
4
);
 
Put
(
Igel
.
Name
,
 
4
);
 
New_Line
;

      
Igel
 
:=
 
Igel
.
Next
;

      
Hase
 
:=
 
Hase
.
Next
;

      
exit
 
when
 
Hase
 
=
 
null
;

      
Hase
 
:=
 
Hase
.
Next
;

   
end
 
loop
;

   
if
 
Hase
 
=
 
null
 
then

      
Put_Line
(
"Liste ist nicht zyklisch"
);

   
else

      
Put_Line
(
"Zyklus gefunden"
);

   
end
 
if
;

end
 
Hase_Igel
;

```

Scheme
```
(
define
 
(
is-mlist?
 
lst
)

  
(
define
 
(
iter
 
hase
 
igel
 
counter
)
 
; hase und igel sind meine zeiger,

    
(
cond
 
((
null?
 
hase
)
 
#t
)
 
;ist a null >#t

          
((
eq?
 
(
mcar
 
hase
)
 
(
mcar
 
igel
))
 
#f
)

          
(
else
 
(
if
 
(
=
 
counter
 
1
)
 
;setze counter auf startwert 1

                    
(
iter
 
(
mcdr
 
hase
)
 
(
mcdr
 
igel
)
 
0
)

                    
(
iter
 
(
mcdr
 
hase
)
 
igel
 
1
)))))
 
;igel startet bei plus 1

  
(
iter
 
(
mcdr
 
lst
)
 
lst
 
0
))

;(define a (mlist 2 3 5 7)) ;prüfbeispiel

;(is-mlist? a)

```

## Vergleich mit anderen Ansätzen zur Schleifenerkennung

### Jeden Knoten merken
Ansatz
Jeder durchlaufene Knoten wird in einer geeigneten Struktur gespeichert.
Probleme
- Das Verfahren benötigt sehr viel Speicherplatz und Rechenleistung und ist daher ungeeignet für große Listen.

### Doppelte Verkettung nutzen
Ansatz
In einer doppelt verketteten Liste hat jedes Element sowohl einen Zeiger auf das folgende als auch auf das vorhergehende Element.
Beim Durchlauf einer solchen Liste muss also jedes Element das vorher besuchte als vorhergehendes Element referenzieren. Wenn das nicht so ist, muss die Liste
eine Schleife haben, da – Korrektheit der Verkettung vorausgesetzt – zu diesem besuchten Element zwei Zeiger existieren.
Probleme
- Das Verfahren funktioniert nur, wenn die doppelte Verkettung nicht fehlerhaft ist.
- Eine Schleife über die ganze Liste muss gesondert am Zeiger auf das vorhergehende Element des Startelements geprüft werden.

### Jeden Knoten markieren
Ansatz
Die Liste wird durchlaufen; dabei wird jeder Knoten markiert. Wenn ein markierter Knoten getroffen wird, hat die Liste eine Schleife.
Probleme
- Das Verfahren funktioniert nicht, da vor dem Durchsuchen der Liste diese zunächst einmal durchlaufen werden muss, um alle Markierungen initial auf „nicht besucht“ zu setzen. Dies ist aber im Fall einer Schleife nicht zuverlässig möglich.
- Die Markierung benötigt zusätzlichen Speicherbedarf.

### Vergleich mit Startelement
Ansatz
Der Zeiger auf das nächste Element jedes Listenelements wird mit dem Startelement verglichen. Wenn ein Element auf das Startelement zeigt, hat die Liste eine Schleife.
Probleme
- Das Verfahren funktioniert nur bei Listen, die eine einzige Schleife sind. Listen, die an irgendeiner Position nach dem Startelement eine Schleife haben, werden nicht erkannt.

## Bestimmung der Länge und des Einstiegselements
Hat man eine Schleife gefunden, so kann man mit ähnlichen Verfahren deren Länge sowie das Einstiegselement in die Schleife bestimmen:
Die Bestimmung der Länge ist trivial: Man nimmt den Hasen aus dem Rennen und lässt den Igel weiterlaufen, bis er wieder den Treffpunkt erreicht. Die Zahl seiner dabei gemachten Schritte ist die Länge der Schleife.
Die Bestimmung des Einstiegselements kann erfolgen, indem man einen zweiten Igel an den Start bringt. Der erste Igel startet wieder vom Treffpunkt aus. Beide Igel machen nun jeweils einen Schritt, bis sie sich treffen. Dieser Treffpunkt, der im Allgemeinen nicht mit dem Treffpunkt von Hase und Igel identisch ist, ist das Einstiegselement in die Schleife und wird erreicht, nachdem beide Igel jeweils {\displaystyle m} Schritte gemacht haben. Der Beweis dieser Tatsache macht davon Gebrauch, dass die Anzahl der Schritte vom Start bis zum Treffpunkt von Hase und Igel ein Vielfaches der Länge der Schleife ist.
Ein einsichtigeres Verfahren, welches allerdings {\displaystyle m+n} Schritte benötigt, bringt beide Igel an den Start und gibt dann dem ersten Igel {\displaystyle n} Schritte „Vorsprung“, bevor wieder beide Igel sich nach jeweils {\displaystyle m} Schritten beim Einstiegselement treffen.